# 名倉栞
名倉 栞（日語：なぐら しおり、1893年11月23日 - 1953年11月7日）為大日本帝國陸軍軍人。最終階級陸軍中將。

## 經歷
東京出身。1914年（大正3年）5月、陸軍士官學校（26期）畢業。同年12月、任官步兵少尉。1924年（大正13年）11月、陸軍大學校（36期）畢業。配屬陸軍步兵學校。
1938年（昭和13年）3月、昇進步兵大佐就任獨立步兵第1連隊長。同年10月、轉任第19師團參謀長。1940年（昭和15年）12月、進級陸軍少將擔任公主嶺陸軍戰車學校幹事。擔任過關東軍付，1941年（昭和16年）10月、就任第20軍參謀長迎接太平洋戰爭。
1942年（昭和17年）9月、擔任公主嶺戰車學校長，同年11月、同校改稱為四平陸軍戰車學校後續任校長。1943年（昭和18年）3月、兼任教導戰車旅團長。1944年（昭和19年）6月、進級陸軍中將。同年7月、擔任戰車第4師團長、於千葉縣準備本土決戰中迎接終戰。1945年（昭和20年）8月12日退任職車第4師團長，同月16日、派令再任戰車第4師團長處理戰後事務。